# Herb gminy Poświętne (powiat białostocki)
Herb gminy Poświętne – jeden z symboli gminy Poświętne, autorstwa Roberta Szydlika, ustanowiony 29 kwietnia 2014.

## Wygląd i symbolika
Herb przedstawia na tarczy w polu czerwonym godło herbu Korab złote pod takimż płaszczem św. Marcina o podbiciu srebrnym rozciętym na dwoje mieczem w prawo. Korab stanowi upamiętnienie rodu Korab-Brzozowski, których gniazdem jest okolica szlachecka Brzozowo, największa i najliczniejsza na terenie współczesnej gm. Poświętne, a płaszcz św. Marcina nawiązuje do historii najstarszej parafii zlokalizowanej w Poświętnem (wcześniej Wielkogrzeby), której pierwszym patronem był św. Marcin z Tours.
Pole tarczy czerwone - jest takie samo, jak w herbie Korab, ale też czerwień stanowi barwę Mazowsza i Podlasia. Poświętne leży na Podlasiu, ale tutejsze ziemie były w XIV i XV w. zasiedlane przez szlachtę mazowiecką.